# Плотен
Плотен (нім. Plothen) — громада в Німеччині, розташована в землі Тюрингія. Входить до складу району Заале-Орла. Складова частина об'єднання громад Зенплатте.
Площа — 8,19 км2. Населення становить 263 ос. (станом на 31 грудня 2021).

## Галерея

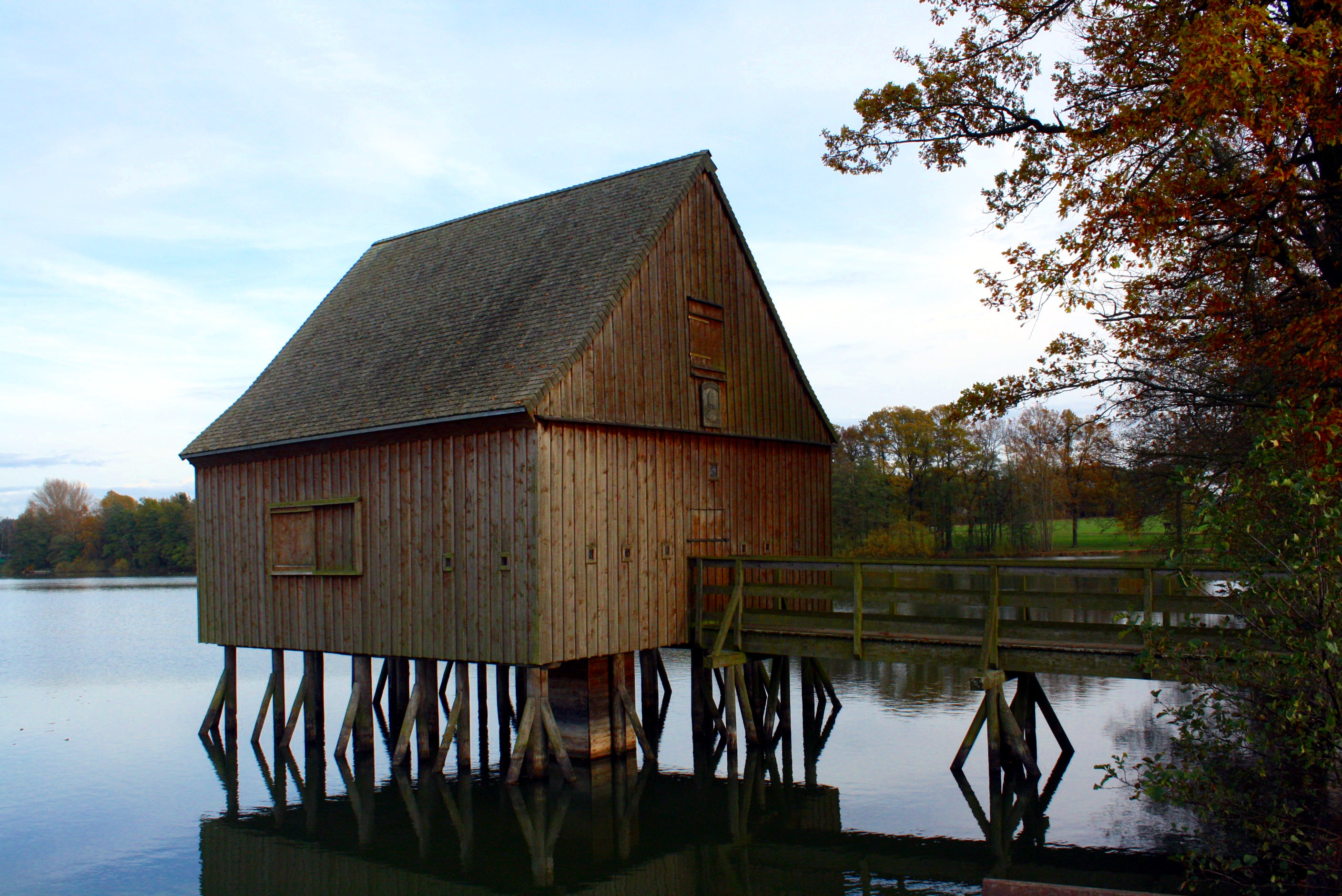
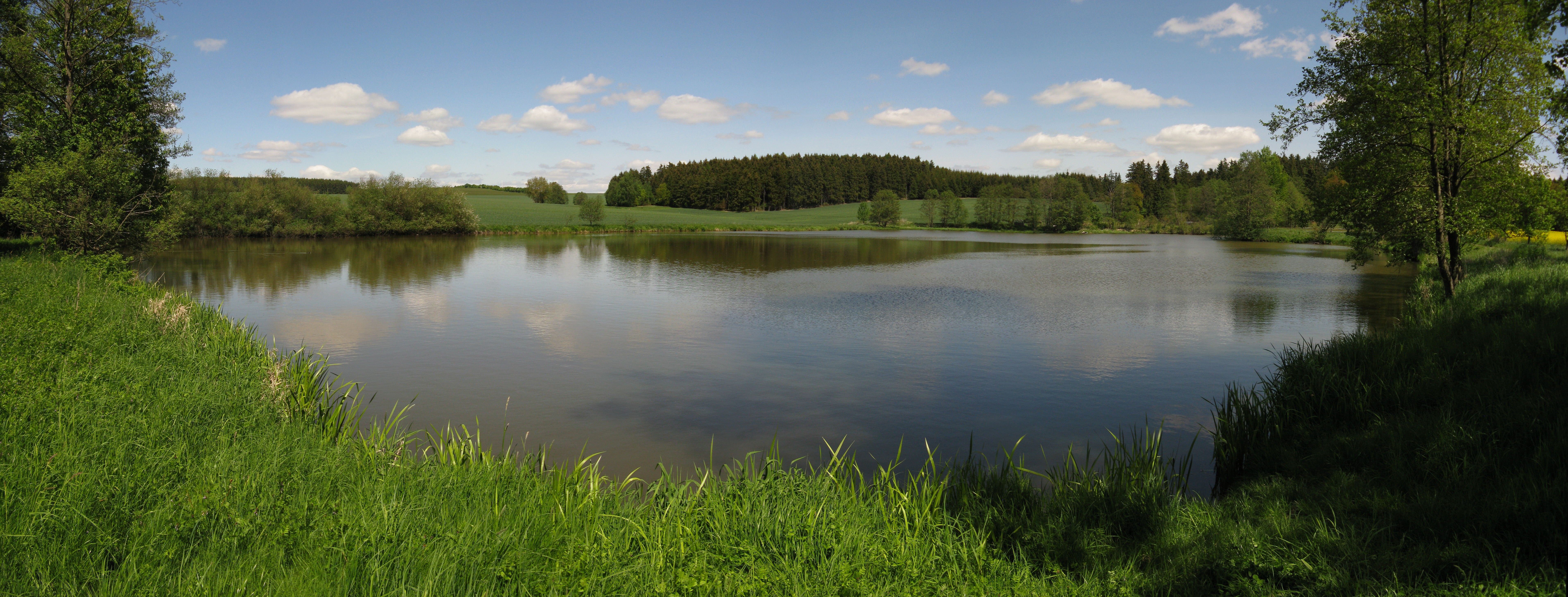